# Joe Striebel

Joe Striebel bei der Arbeit

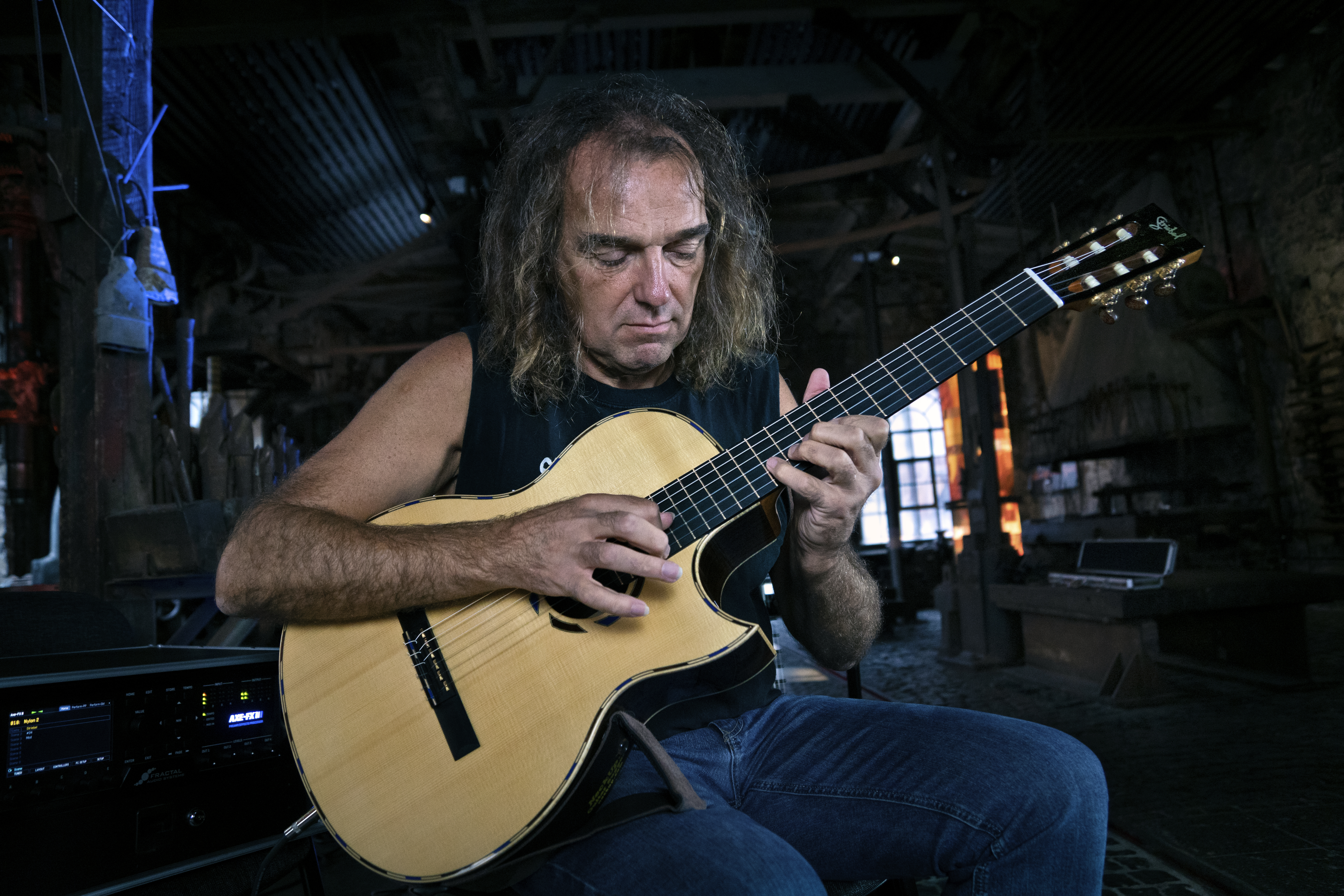
Peter Autschbach mit Striebel PA-Nylon

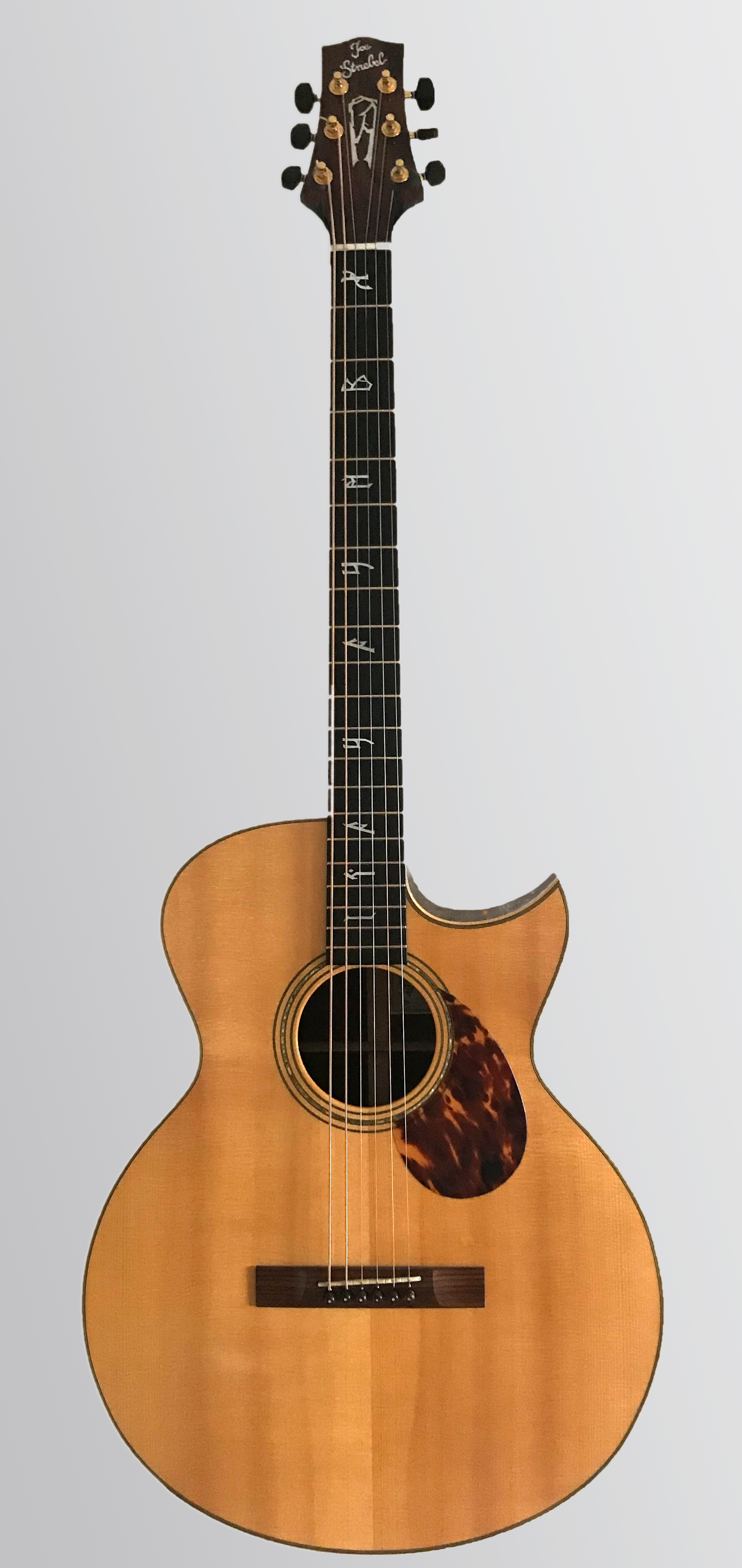
Akustische Baritongitarre (Peter-Autschbach-Signature von Joe Striebel)

Johannes „Joe“ Striebel (* 29. April 1973 in München) ist ein deutscher Gitarrenbauer.
In seiner Werkstatt in Wolfratshausen stellt Joe Striebel Gitarren in Handarbeit her.

## Wirken
1998 schloss Striebel seine Lehre zum Zupfinstrumentenmacher bei der Münchner Firma „Stevens Guitars“ mit der Auszeichnung „1. Bundessieger“ ab. 2001 folgte die Meisterprüfung, ebenfalls mit Auszeichnung „Jahresbestmeister“ auf Bundesebene. Seit 2006 betreibt er seine eigene Werkstatt in Wolfratshausen. Joe Striebel hat sich auf Neubau und Sonderanfertigungen auf Kundenwunsch (Custom-Gitarren) spezialisiert. Die Gitarren von Joe Striebel werden weltweit von vielen Privatkunden geschätzt, 2010 wurde der internationale Vertrieb „Dolphin Guitars“ (Osaka, Japan) auf die Wolfratshausener Gitarren aufmerksam. Im Jahr 2022 wurde Joe Striebel mit dem „Guitarward“ der Zeitschrift Guitar als bester nationaler Gitarrenbauer akustischer Instrumente ausgezeichnet.

## Endorser
Musiker wie Peter Autschbach, Alex Jung, Manfred Junker, Martin Kolbe, Barny Murphy, Claudia Koreck und Willy Astor setzen live und im Studio auf Gitarren von Joe Striebel.

## Internationale Präsenz
Bei Ausstellungen wie „Salon de Guitar“ (Montreal), „Healdsburgh Guitar Festival“ (Kalifornien), Frankfurter Musikmesse, Guitar Summit (Mannheim) präsentiert Striebel seine Gitarren und lädt zum Anspielen ein. Die Fachzeitschriften „Grand Guitars“, „Akustik Gitarre“, „Gitarre & Bass“ und „Guitar Acoustic“ veröffentlichen regelmäßig Testberichte über Striebel-Gitarren.